# Dryobotodes bang-haasi
Dryobotodes bang-haasi är en fjärilsart som beskrevs av Draeseke 1928. Dryobotodes bang-haasi ingår i släktet Dryobotodes och familjen nattflyn. Inga underarter finns listade i Catalogue of Life.